# U.S. Route 49
Pour les articles homonymes, voir Route 49.
La U.S. Route 49 (US 49) est une US Route sud–nord. Elle débute à Gulfport, Mississippi, à une intersection avec la US 90 et se termine à Piggott, Arkansas, à une intersection avec la US 62. La US 49 parcourt environ 516 miles (830 km).

## Description du tracé
|       | mi     | km     |
| ----- | ------ | ------ |
| MS    | 334,00 | 538,00 |
| AR    | 182,00 | 293,00 |
| Total | 516,00 | 830,00 |

### Mississippi

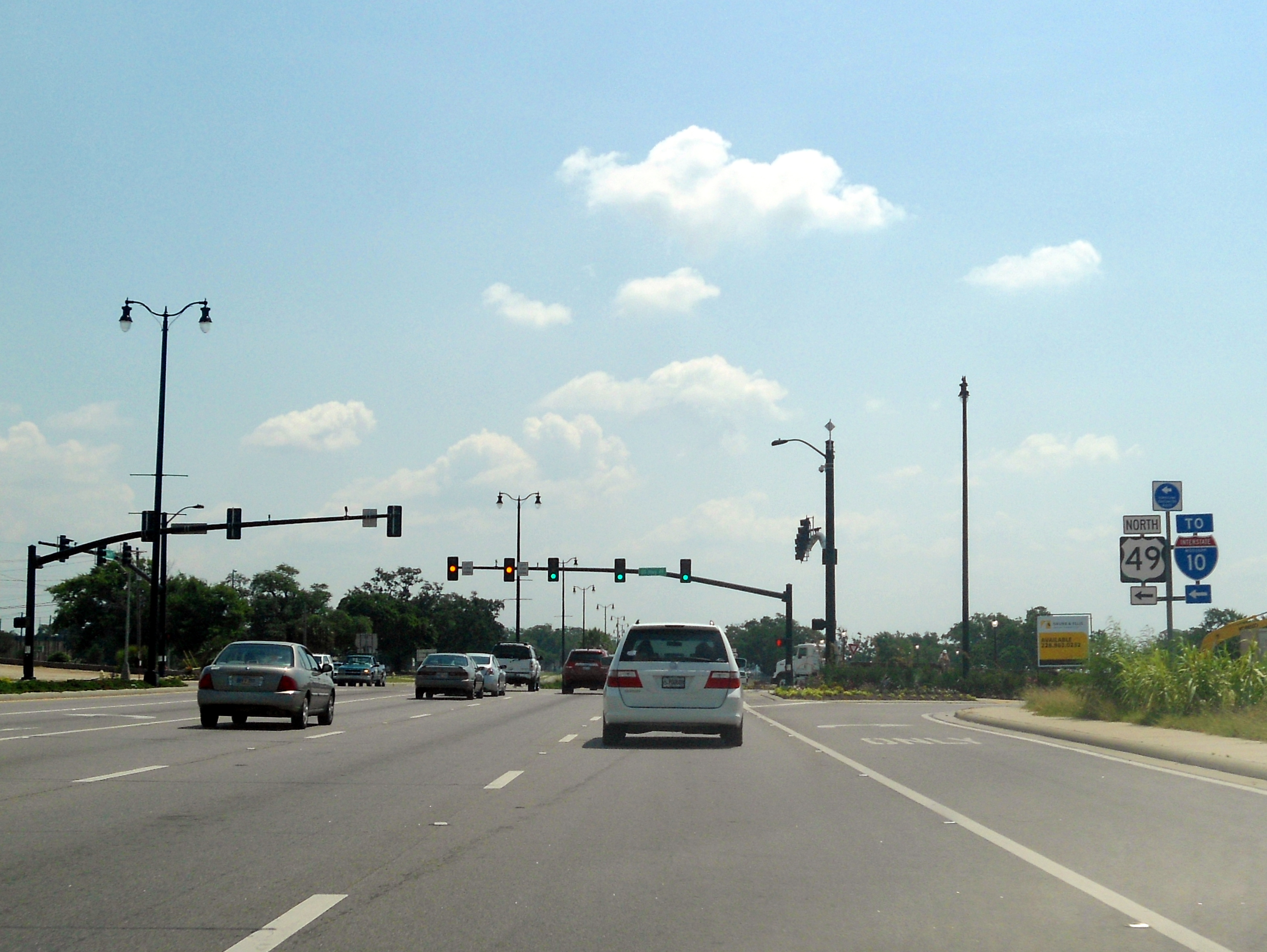
Terminus sud de la US 49 à Gulfport

Historiquement, la US 49 a toujours été l'une des plus importantes routes dans le Mississippi. Elle fut l'une des premières routes rurales de l'État à voir son nombre de voies doublées. Elle est l'une des seules routes à quatre voies reliant la capitale de l'État et plus grande ville, Jackson, la côte du golfe du Mississippi.
La US 49 débute près du port de Gulfport, Mississippi à la jonction avec la US 90. Elle sert de lien important entre le port, les casinos, les plages et le centre-ville avec l'I-10, qu'elle croise au nord de la ville. La US 49 passe ensuite dans certains secteurs suburbains avant d'entrer dans la forêt nationale de De Soto. Elle atteint Wiggins, au nord, puis Hattiesburg. Elle traverse la ville et se dirige vers le nord-ouest. Elle passe par Collins, Mendenhall et Florence avant d'atteindre Jackson. Elle forme d'abord un multiplex avec l'I-20 / I-55 pour ensuite se diriger vers le nord sur l'I-220. Elle contourne ainsi le centre-ville de Jackson et sort de la ville par le nord-ouest. Elle passe par Flora et Yazoo City.

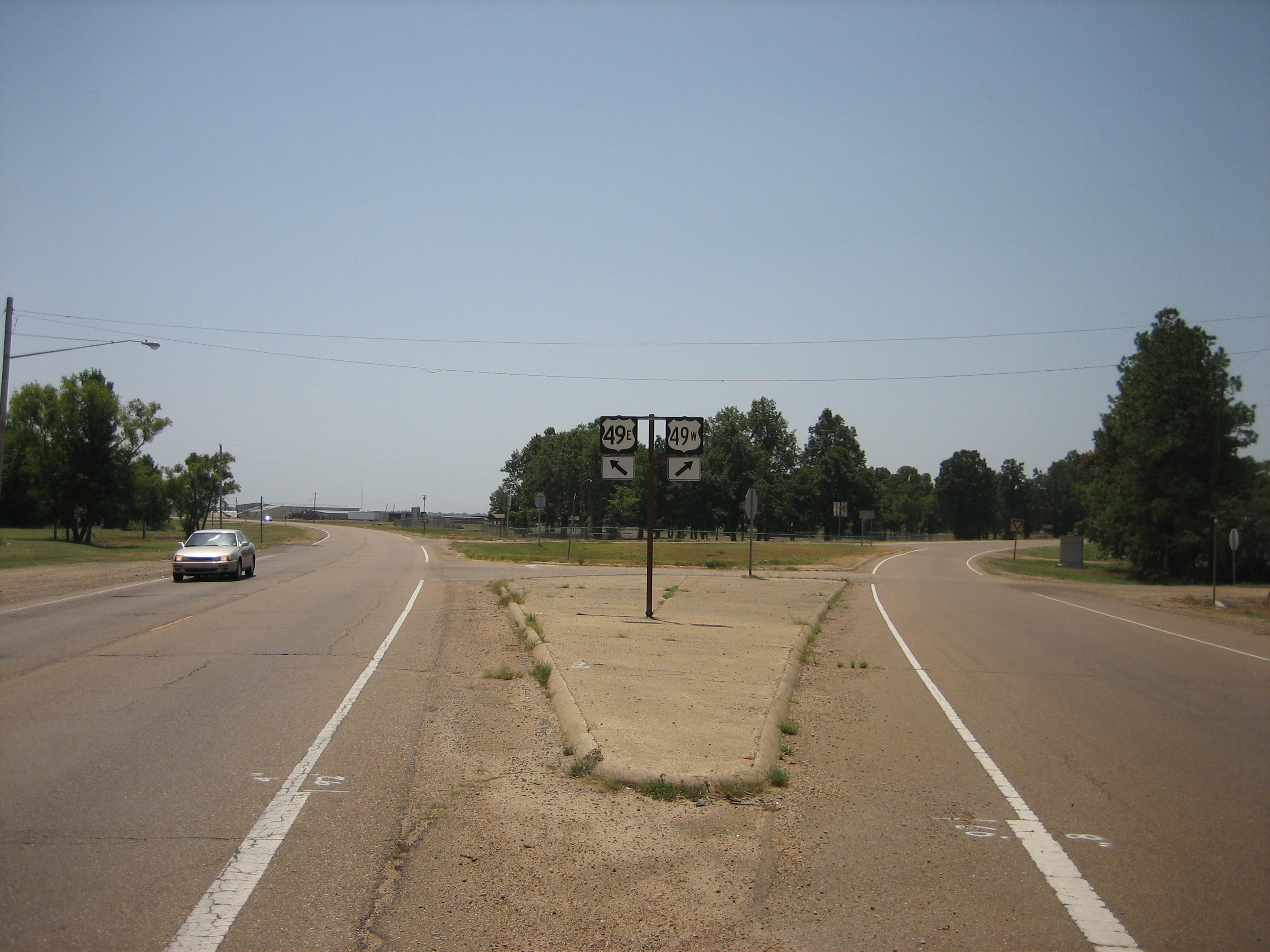
Séparation de la US 49 à Tutwiler

À Yazoo City, la US 49 se divise en deux routes, la US 49W et la US 49E. La US 49W se dirige vers le nord-ouest et passe par Belzoni, Indianola, Ruleville et Tutwiler, où elle retrouve la US 49E. La US 49E, elle, se dirige vers le nord-est et passe par Tchula, Greenwood, Webb et Tutwiler, où elle retrouve la US 49W. Lorsque les deux routes se retrouvent la US 49 reprend vers le nord-ouest.
Après Tutwiler, la US 49 atteint Clarksdale et contourne la ville. Elle se poursuit vers le nord en multiplex avec la US 61 jusqu'à Lula. À cet endroit, elle bifurque vers l'ouest et atteint le fleuve Mississippi, marquant la frontière avec l'Arkansas.

### Arkansas
La US 49 entre en Arkansas près de Helena-West Helena, après avoir traversé le Mississippi. Elle se dirige vers l'ouest jusqu'à Marvell, puis, vers le nord-ouest jusqu'à Brinkley. Entre Marvell et Brinkley, elle ne croise pas de ville, traversant un secteur très rural. À Brinkley, elle forme un multiplex avec la US 70 et croise l'I-40. Elle poursuit son trajet vers le nord-est en passant par Hunter et Waldenburg avant d'atteindre Jonesboro. Elle forme un multiplex avec l'I-555 vers l'est et traverse l'est de la ville vers le nord et le nord-est. Elle passe par Paragould, Marmaduke et Rector, avant d'atteindre Piggott et de prendre fin à la jonction avec la US 62 au centre de la ville, près de la frontière avec le Missouri.

## Intersections majeures
Mississippi
 US 90 à Gulfport
 I-10 à Gulfport
 US 98 à Hattiesburg
 US 11 à Hattiesburg
 I-59 à Hattiesburg
 US 84 à Collins
 I-20 / I-55 à Jackson. Les routes forment un multiplex dans la ville.
 I-220 à Jackson. Les routes forment un multiplex dans la ville.
 US 80 à Jackson
 US 49W / US 49E à Yazoo City
 US 82 à Indianola (US 49W) et à Greenwood (US 49E)
 US 49W / US 49E à Tutwiler
 US 278 à Clarksdale. Les routes forment un multiplex dans la ville.
Arkansas
 US 79 au sud de Brinkley
 US 70 à Brinkley. Les routes forment un multiplex dans la ville.
 I-40 / US 63 à Brinkley. La US 49 / US 63 forment un multiplex jusqu'à Jonesboro
 US 64 à Fair Oaks. Les routes forment un très court multiplex.
 I-555 à Jonesboro. Les routes forment un multiplex dans la ville.
 US 412 à Paragould
 US 62 à Piggott